# Delwende
Delwende es una película del año 2004.

## Sinopsis
Durante unas danzas sagradas, la joven Pougbila despierta el deseo de los hombres y los celos de las mujeres. Su propio padre, el viejo Diarrha, la viola antes de venderla a un hombre del pueblo vecino. Ante la inexplicable muerte de varios niños, el pueblo no sabe cómo reaccionar. Los ancianos deciden recurrir al rito songho para encontrar al culpable. El songho condena a Napoko, la esposa de Diarrha. La mujer empezará una vida errante…

## Premios
- Un certain regard, Festival de Cannes 2005